# يو إف سي ليلة القتال: جاكاري ضد هيرمانسون
يو إف سي ليلة القتال: جاكاري ضد هيرمانسون (بالإنجليزية: UFC Fight Night: Jacaré vs. Hermansson) هو حدث لفنون القتال المختلطة نظمته يو إف سي، أُقيم في 27 أبريل 2019، على بنك أميرانت أرينا في صنرايز، فلوريدا، الولايات المتحدة.